# Armális
Armálisnak nevezzük azokat a nemességet jelentő okleveleket, amelyek tartalmazzák a címer képét is, nem csak a leírását. A kezdeti címeradományok még csak leírták a címert, de később már – szinte kivétel nélkül – csak címerrajzzal együtt.
Magyarországon az első armális 1405-ből való. Kezdetben nemesek kapták, és a testületeknek kiállított címeres levelet is armálisnak nevezték. Csak fokozatosan, a mohácsi vész után alakult ki az a szokás, hogy a címeradomány nemesítéssel járt együtt, s a Habsburg-korban lett általános. A nemesség- és címeradomány akkoriban már birtokadomány és a vele járó nemesi kiváltságok nélkül történt, ezért az ilyen oklevéllel rendelkezőket armalistáknak is nevezték, gyakran erősen pejoratív felhanggal.
1668: »Az ueres hordó kongás, és eszterhán termett gabona feo, pharisaeusi kérkedségnek jeles czimerei; nem-is lészen azok nélkeul ékes ármálisod.« [Matkó, 124: NySz.] (TESz. I. 178.); »Mely drága kéncs legyen [a szabadság], en-is ármálissát, s arannyajért jussát nem érkezem fejezni.« [Benyiczki] (M. Nyelvtört. 119.)

## Kapcsolódó szócikk
- Címeres levél